# میلتون کتو
میلتون کتو (انگلیسی: Milton Cato؛ زادهٔ ۳ ژوئن ۱۹۱۵ – درگذشته ۱۰ فوریه ۱۹۹۷) یک سیاست‌مدار اهل سنت وینسنت و گرنادین‌ها بود.